# Colleen Coover
Colleen Coover (née le 14 juillet 1969 dans l'Iowa) est une auteure de bande dessinée américaine. Elle est principalement connue pour sa série de comic books lesbiens Small Favors (2000-2003) et son travail sur X-Men: First Class (en) (2007-2009). Basée à Portland, elle collabore régulièrement avec le scénariste Paul Tobin, qu'elle a épousé en 2007.

## Prix et récompenses
- 2013 : Prix Eisner de la meilleure bande dessinée en ligne pour Bandette (avec Paul Tobin)
- 2016 : Prix Eisner de la meilleure bande dessinée en ligne pour Bandette (avec Paul Tobin)
- 2017 : Prix Eisner de la meilleure bande dessinée en ligne pour Bandette (avec Paul Tobin)